# Baldersheim

Baldersheim este o comună în departamentul Haut-Rhin din estul Franței. În 2009 avea o populație de 2.536 de locuitori.

## Evoluția populației
| An        | 1975  | 1982  | 1990  | 1999  | 2006  | 2009  |
| --------- | ----- | ----- | ----- | ----- | ----- | ----- |
| Populație | 1.474 | 1.837 | 2.238 | 2.206 | 2.514 | 2.536 |